# أخلاقيات الأعمال
أخلاقيات الأعمال هي شكل من أشكال الأخلاقيات التطبيقية التي تدرس المبادئ الأخلاقية والمشكلات الأخلاقية أو والأدبية التي تنشأ في بيئة الأعمال التجارية. الأمر ينطبق على جميع جوانب إدارة الأعمال ذات الصلة بسلوك الأفراد ومنظمات الأعمال ككل. الأخلاق التطبيقية هو مجال في الأخلاقيات يتعامل مع المسائل الأخلاقية في العديد من المجالات مثل المجالات الطبية والتقنية والقانونية وأخلاقيات الأعمال.
ومنذ بداية القرن الواحد والعشرين يوجد ازدياد في الطلب على العمليات الأكثر أخلاقية في مجال الأعمال والإجراءات المعروفة باسم (الأخلاقيات). وفي الوقت نفسه، يتم تطبيق الضغط على الصناعة لتحسين أخلاقيات الأعمال التجارية من خلال مبادرات القطاع العام وقوانينه الجديدة (مثل ارتفاع الضرائب على الطرق في المملكة المتحدة للسيارات ذات الانبعاثات العالية). في كثير من الأحيان يمكن للأعمال تحقيق مكاسب قصيرة الأجل من خلال العمل بطريقة غير أخلاقية، ولكن مثل هذه السلوكيات تميل إلى تقويض الاقتصاد بمرور الوقت.
يمكن أن تكون أخلاقيات الأعمال معيارية وذات انضباط وصفي. كممارسة الشركات والتخصص الوظيفي، المجال يكون معياري في المقام الأول. ويؤخذ أيضا في الأسلوب الأكاديمي الوصفي. ويعكس مدى وقدر أخلاقيات الأعمال الدرجة التي تنظر بها الأعمال إلى القيم الاجتماعية الغير اقتصادية. ومن الناحية التاريخية، تم زيادة الاهتمام بأخلاقِ الأعمالِ أثناء الثمانيناتِ والتسعينياتِ، في كل من الشركاتِ الكبيرة والأكاديميات. وعلى سبيل المثال، اليوم معظم مواقع الويب الخاصة بالشركات الكبرى تأكد على التزامها بتعزيز القيم الاجتماعية الغير اقتصادية في إطار مجموعة من العناوين (مثل مدونات قواعد السلوك، المواثيق والمسؤولية الاجتماعية). وفي بَعْض الحالاتِ، أعادت شركات تعريف قيمهم الرئيسية على ضوء اعتبارات العملِ الأخلاقيةِ (مثل الإتجاة للبيئة لشركة beyond petroleum).

## التاريخ
أخلاقيات العمل (المعروف أيضا باسم أخلاقيات الشركات) هو شكل من أشكال الأخلاقيات التطبيقية أو الأخلاقيات المهنية، الذي يدرس المبادئ الأخلاقية والمشاكل الأخلاقية أو الأخلاقية التي يمكن أن تنشأ في بيئة الأعمال. وهو ينطبق على جميع جوانب السلوك التجاري وهو ذو صلة بسلوك الأفراد والمنظمات بأكملها. تنشأ هذه الأخلاقيات من الأفراد أو البيانات التنظيمية أو النظام القانوني. هذه المعايير والقيم والممارسات الأخلاقية وغير الأخلاقية هي المبادئ التي توجه الأعمال التجارية.
تشير أخلاقيات العمل إلى المعايير والمبادئ التنظيمية المعاصرة ومجموعات القيم والمعايير التي تحكم تصرفات وسلوك الفرد في تنظيم الأعمال. أخلاقيات العمل لها بعدين، أخلاقيات العمل المعيارية أو أخلاقيات العمل الوصفية. كممارسة الشركات والتخصص الوظيفي، وهذا المجال هو المعياري في المقام الأول. يستخدم الأكاديميون الذين يحاولون فهم سلوك العمل أساليب وصفية. يعكس نطاق وكمية القضايا الأخلاقية للأعمال تفاعل سلوك تعظيم الربح مع الاهتمامات غير الاقتصادية.
آدم سميث وقال في 1776، «الناس من نفس التجارة نادرا ما يجتمع معا، حتى للفرح وتحويل، ولكن المحادثة تنتهي في مؤامرة ضد الجمهور، أو في بعض اختراع لرفع الأسعار.» تستخدم الحكومات القوانين واللوائح لتوجيه سلوك الأعمال فيما تعتبره اتجاهات مفيدة. تنظم الأخلاقيات ضمنيا مجالات وتفاصيل السلوك التي تقع خارج نطاق السيطرة الحكومية. أدى ظهور الشركات الكبيرة ذات العلاقات المحدودة والحساسية تجاه المجتمعات التي تعمل فيها إلى تسريع تطوير أنظمة الأخلاق الرسمية.
أصبح مصطلح «أخلاقيات العمل» شائع الاستخدام في الولايات المتحدة في أوائل السبعينيات. بحلول منتصف الثمانينيات من القرن الماضي، وصل ما لا يقل عن 500 دورة تدريبية في أخلاقيات العمل إلى 40.000 طالب، باستخدام حوالي عشرين كتابًا مدرسيًا وعشرة كتب حالة على الأقل مدعومة من الجمعيات المهنية والمراكز والمجلات الخاصة بأخلاقيات العمل. تأسست جمعية أخلاقيات العمل في عام 1980. تبنت كليات إدارة الأعمال الأوروبية أخلاقيات العمل بعد عام 1987 بدءًا من شبكة أخلاقيات العمل الأوروبية.   في عام 1982 ظهرت أول الكتب ذات التأليف الفردي في هذا المجال. 
بدأت الشركات في تسليط الضوء على مكانتها الأخلاقية في أواخر 1980 وأوائل 1990، ربما في محاولة لإبعاد نفسها عن فضائح الأعمال في ذلك اليوم، مثل أزمة الادخار والقروض. جذب مفهوم أخلاقيات العمل انتباه الأكاديميين ووسائل الإعلام والشركات التجارية بحلول نهاية الحرب الباردة. ومع ذلك، تعرضت لانتقادات من الممارسات التجارية لانتهاكها حرية رواد الأعمال واتهم النقاد بدعم الشيوعيين. أدى هذا إلى إفشال خطاب أخلاقيات العمل في كل من وسائل الإعلام والأوساط الأكاديمية. تم إنشاء مبادرة الصناعة الدفاعية بشأن أخلاقيات العمل والسلوك (دي) لدعم السلوك الأخلاقي للشركات. بدأ هذا العصر إيمان ودعم التنظيم الذاتي والتجارة الحرة، مما رفع التعريفات الجمركية والحواجز وسمح للشركات بالاندماج والتصفية في جو عالمي متزايد.
أخلاقيات العمل تعكس فلسفة العمل، منها هدف واحد هو تحديد الأغراض الأساسية للشركة. الغرض التجاري يعبر عن سبب الشركة للوجود. تم تجديد المناقشة الحديثة حول الغرض من العمل من خلال وجهات نظر مفكرين مثل ريتشارد ر. إليسوورث، بيتر دراكر، ونيكوس موركوجيانيس: رأت الآراء التقليدية أن الغرض من تنظيم الأعمال هو تحقيق الربح للمساهمين. ومع ذلك، فإن الغرض من تعظيم ثروة المساهمين غالبا ما «يفشل في تنشيط الموظفين». في الممارسة العملية، يستفيد العديد من غير المساهمين أيضا من النشاط الاقتصادي للشركة، من بينهم إمبولييس من خلال التعويض التعاقدي وتأثيره الأوسع، والمستهلكين من خلال القيمة الملموسة أو غير الملموسة المستمدة من خيارات الشراء الخاصة بهم؛ المجتمع ككل من خلال الضرائب و/أو مشاركة الشركة في العمل الاجتماعي عند حدوثه. من ناحية أخرى، إذا كان الغرض من الشركة هو تعظيم عوائد المساهمين، فإن التضحية بالأرباح من أجل مخاوف أخرى يعد انتهاكا لها المسؤولية الائتمانية. الكيانات الاعتبارية هي أشخاص اعتباريون ولكن هذا لا يعني أنهم يحق لهم قانونا التمتع بجميع الحقوق والمسؤوليات كأشخاص طبيعيين.
الأخلاق هي القواعد أو المعايير التي تحكم قراراتنا على أساس يومي. ينظر الكثيرون إلى «الأخلاق» بضمير أو حس تبسيطي لكل من «الصواب» و «الخطأ». قد يقول آخرون أن الأخلاق هي مدونة داخلية تحكم سلوك الفرد، متأصلة في كل شخص من خلال الأسرة والإيمان والتقاليد والمجتمع والقوانين والأعراف الشخصية. الشركات والمنظمات المهنية، ولا سيما مجالس الترخيص، سيكون لها بشكل عام مدونة أخلاقية مكتوبة تحكم معايير السلوك المهني المتوقعة من الجميع في هذا المجال. من المهم ملاحظة أن «القانون» و «الأخلاق» ليسا مترادفين، كما أن مسارات العمل «القانونية» و «الأخلاقية» في حالة معينة ليست بالضرورة متماثلة. الأنظمة واللوائح التي أقرتها الهيئات التشريعية والمجالس الإدارية تحدد «القانون». كانت العبودية في يوم من الأيام قانونية في الولايات المتحدة، لكن بالتأكيد لن يقول المرء أن استعباد الآخر كان عملاً «أخلاقياً».
كتب الخبير الاقتصادي ميلتون فريدمان أن مسؤولية المدراء التنفيذيين في الشركات بشكل عام ستكون جني أكبر قدر ممكن من المال مع الالتزام بقواعدهم الأساسية للمجتمع بما فيها القواعد المنصوص عليها في القانون أو تلك المتمثلة في الأعراف الأخلاقية. ووقال أيضًا، «أن الأفراد هم الكيانات الوحيدة التي يمكن أن تكون لها مسؤوليات لا يمكن أن تكون من مسؤوليات الشركات.. لذا فإن السؤال هو، هل يتحمل المديرون التنفيذيون- بشرط أن يظلوا ضمن القانون-  مسؤولياتهم في الأنشطة التجارية لهدف آخر غير كسب أكبر قدر من المال لمساهميهم قدر الإمكان؟ وجوابي على ذلك هو، لا، لم يفعلوا ذلك».   يُيُعرف هذا الرأي باسم عقيدة فريدمان، ووجدت دراسة استقصائية في عدة بلدان في عام 2011 أن هناك دعمًا لوجهة النظر هذه بين «الجمهور المطلع» والذي يتراوح من 30 إلى 80٪. وصف رونالد دوسكا وجاك كوري حجة فريدمان بأنها عواقبية أو نفعية وليست براغماتية: تشير حجة فريدمان إلى أن حرية الشركات غير المقيدة ستفيد معظم الناس على المدى الطويل. جادل دوسكا بأن فريدمان فشل في التفريق بين جانبين مختلفين تمامًا من الأعمال؛ دافع الأفراد الذين يحفزهم الربح عمومًا للمشاركة في الأعمال التجارية، والغرض المعتمد اجتماعيًا من العمل، أو السبب الذي يجعل الناس يسمحون بوجود الشركات؛ وهو توفير السلع والخدمات للناس. وحاجج دوسكا رؤية فريدمان بأنه كان مخطئاً في أن الحافز الوحيد للأعمال هو تحقيق الربح. 
قال بيتر دراكر ذات مرة: «لا توجد أخلاقيات عمل منفصلة ولا حاجة إلى واحدة»، مما يعني ضمناً أن معايير الأخلاق الشخصية تغطي جميع مواقف العمل. ومع ذلك، قال دراكر في حالة أخرى أن المسؤولية النهائية لمديري الشركة هي عدم الإضرار - وهو أمر أساسي غير مؤلم.
وجهة نظر أخرى للأعمال التجارية هي أنه يجب أن تظهر المسؤولية الاجتماعية للشركات (CSR): مصطلح شامل يشير إلى أن الأعمال الأخلاقية يجب أن تعمل كمواطن مسؤول في المجتمعات التي تعمل فيها حتى على حساب الأرباح أو الأهداف الأخرى. في الولايات المتحدة ومعظم الدول الأخرى، يتم التعامل مع الكيانات الاعتبارية قانونيًا كأشخاص في بعض النواحي. على سبيل المثال، يمكنهم الاحتفاظ بسندات الملكية ورفع الدعاوى والمقاضاة والخضوع للضرائب، على الرغم من تقييد حقوقهم في حرية التعبير. يمكن تفسير ذلك على أنه يعني أن لديهم مسؤوليات أخلاقية مستقلة. [بحاجة لمصدر] جادل Duska بأن أصحاب المصلحة يتوقعون أن تكون الأعمال التجارية أخلاقية وأن انتهاك هذا التوقع يجب أن يأتي بنتائج عكسية للشركة.
تشمل القضايا الأخلاقية الحقوق والواجبات بين الشركة وموظفيها الموظفين والموردين والعملاء والجيران، لها الائتمانية المسؤولية تجاهها المساهمين. تشمل القضايا المتعلقة بالعلاقات بين الشركات المختلفة ما يلي عمليات الاستحواذ العدائية والتجسس الصناعي. وتشمل القضايا ذات الصلة حوكمة الشركات; ريادة الأعمال الاجتماعية للشركات; المساهمات السياسية القضايا القانونية مثل النقاش الأخلاقي حول إدخال جريمة القتل غير العمد للشركات وتسويق السياسات الأخلاقية للشركات.
وفقا لبحث نشرته معهد أخلاقيات الأعمال وإبسوس موري في أواخر عام 2012، كانت المجالات الرئيسية الثلاثة للقلق العام فيما يتعلق بأخلاقيات العمل في بريطانيا هي رواتب المسؤولين التنفيذيين، وتجنب ضرائب الشركات والرشوة والفساد.
في الأساس، التمويل هو تخصص العلوم الاجتماعية. حدود الانضباط الاقتصاد السلوكي، علم الاجتماع، الاقتصاد، المحاسبة والإدارة. يتعلق الأمر بقضايا فنية مثل مزيج الديون والأسهم، سياسة توزيع الأرباح، وتقييم المشاريع الاستثمارية البديلة، خيارات، العقود الآجلة، مقايضة، وغيرها المشتقات، محفظة التنويع وغيرها الكثير. غالبا ما يخطئ الناس في تفكيرهم أن التمويل هو نظام خال من الأعباء الأخلاقية. تسببت الأزمة المالية لعام 2008 في أن يتحدى النقاد أخلاقيات المديرين التنفيذيين المسؤولين عن المؤسسات المالية الأمريكية والأوروبية والهيئات التنظيمية المالية. يتم التغاضي عن أخلاقيات التمويل لسبب آخر-غالبا ما يتم التعامل مع القضايا المالية على أنها مسائل قانونية وليست أخلاقية.

## أخلاقيات الأعمال العامة
- يتداخل هذا الجزء من أخلاقيات الأعمال مع فلسفة الأعمال، الذي يتمثل أحد أهدافها في تحديد المقاصد الأساسية للشركة. إذا كان الغرض الرئيسي لشركة تعظيم عوائد حملة الأسهم، فإنه ينبغي أن ينظر إليه باعتباره أمر غير أخلاقي للشركة لانها يجب أن تحرص على مصالح وحقوق أي شخص آخر.[30]
- المسؤولية الاجتماعية للشركات أو Corporate social responsibility : هو مصطلح عام يقع تحته الحقوق والواجبات الأخلاقية القائمة بين الشركات والمجتمع.[31]
- القضايا المتعلقة بالحقوق والواجبات الأخلاقية بين الشركة ومساهميها: المسؤولية الائتمانية، مفهوم المصلحة ضد مفهوم حقوق المساهمين.
- القضايا الأخلاقية المتعلقة بالعلاقات بين شركات المختلفة: مثل الشراء العدائي للشركات، والتجسس الصناعي.
- قضايا القيادة: الحوكمة في الشركات.
- المساهمات السياسية التي قدمتها الشركات.
- إصلاح القوانين، مثل الجدل الاخلاقي حول استحداث جريمة القتل الخطأ للشركات.
- إساءة استخدام سياسات أخلاقيات الشركات بوصفها أدوات للتسويق.

### أخلاقيات المعلومات المحاسبية
- المحاسبة الإبداعية وإدارة الإيرادات وتضليل التحليل المالي.
- تداولات المتعاملين في السوق، و الاحتيال على الاوراق المالية، ومتاجر السمسرة، احتيال الفوركس، حول التلاعب الإجرامي في الأسواق المالية.
- التعويض التنفيذي: حول المغالاة في المبالغ المدفوعة المقدمة إلى المديرين التنفيذيين في الشركات ووالإدارة العليا.
- الرشاوي، والدفع للتسهيل: في حين أن هذه قد تكون في (الأجل القصير) صالح الشركة ومساهميها، ولكن هذه الممارسات مضادة للمنافسة أو تتنافى مع قيم المجتمع.

### أخلاقيات الأعمال وإدارة الموارد البشرية
تغطي أخلاقيات إدارة الموارد البشرية تلك القضايا الأخلاقية الناشئة حول العلاقة بين أصحاب العمل والموظفين، مثل الحقوق والواجبات المستحقة بين صاحب العمل والموظف. صاحب العمل لا يلزم أن يكون فردا خصوصا في القطاعات الحكومية المملوكة للدولة حيث أن صاحب العمل هو الدولة والممثلة في إدارة المال العام المملوك للشعب والذي استأمنت عليه السلطة الشرعية في الدولة. ازداد الاهتمام بأخلاقيات الأعمال نظرا لارتباطه بالقوة الاقتصادية للدول والمؤسسات على حد سواء خصوصا وأن أخلاقيات الموظف تلعب دور أساسي في دعم سمعة المؤسسات وقطاعات الأعمال التابعة للدولة، وقد يؤدى انهيار أخلاقيات الموظف الادارية إلى انهيار المؤسسات والمنظمات الحكومية خصوصا على المدى الطويل. ولا تقل أهمية الالتزام بأخلاقيات الوظيفة العامة عن أخلاقيات الأعمال في القطاع الخاص لارتباطها المباشر بجودة المنتج سواء كان سلعة أم خدمة مقدمة للجمهور.
- قضايا التمييز تشمل التمييز القائم على أساس العمر (التمييز ضد كبار السن)، والجنس والعرق والدين، والإعاقة، والوزن والجاذبية. انظر أيضا: العمل الإيجابي، والتحرش الجنسي.
- القضايا الناشئة عن تقييم الأداء الوظيفي
- القضايا الناشئة عن النظرة التقليدية للعلاقات بين أصحاب العمل والعمال، والمعروفة أيضا بسياسة التوظيف حسب مشيئة صاحب العمل.[31]
- القضايا المحيطة بتمثيل الموظفين وإشاعة الديمقراطية في مكان العمل: النقابات، كسر الإضراب.
- القضايا التي تمس الحياة الخاصة للموظف: المراقبة في أماكن العمل، اختبار المخدرات. وانظر أيضا: الخصوصية.
- القضايا التي تؤثر على خصوصية صاحب العمل : فضح الفساد.
- مسائل تتعلق بعدالة عقد العمل وتوازن القوى بين صاحب العمل والموظف: العبودية، [32] الاسترقاق الموقت، وقانون العمل.
- السلامة والصحة المهنية.

كل ما سبق هو أيضا ذو صلة بتوظيف وفصل الموظفين. لا يمكن للموظف ان يعين أو يطرد على أساس العرق، العمر، الجنس، الدين، أو أي أساس تمييزي آخر.

### أخلاقيات المبيعات والتسويق
التسويق، الذي يذهب إلى أبعد من مجرد تقديم المعلومات حول (والوصول إلى) المنتج، قد يسعى إلى التعامل مع قيمنا والسلوك. يعتبر هذا الأمر مقبولا لمدى معين، ولكن أين الخط الأخلاقي التي يمكن وضعه؟
تتداخل أخلاقيات التسويق بقوة مع أخلاقيات وسائط الإعلام، وذلك لأن التسويق يستخدم بكثافة وسائل الإعلام. ومع ذلك، يعتير أخلاقيات وسائط الإعلام موضوع أكبر من ذلك بكثير، وتمتد خارج أخلاقيات الأعمال.
- التسعير: تثبيت الأسعار، والتمييز في الأسعار، وتخفيضها.
- الممارسات المانعة للمنافسة: وتشمل هذه التكتيكات التسعير لتغطية مسائل مثل التلاعب في الولاء وسلاسل التوريد. انظر: الممارسات المانعة للمنافسة، وقانون مكافحة الاحتكار.
- استراتيجيات التسويق المحددة: التظاهر الاتجاه إلى البيئة والغش في الإعلان، شيل، والتسويق الفيروسي، والبريد الدعائي (الالكتروني)، والنظام هرمي، التقادم المخطط.
- مضمون الاعلانات: الإعلانات الهجومية، الرسائل الواعية ثانية، والجنس في الإعلانات، أو المنتجات التي تعتبر غير أخلاقية أو ضارة
- الأطفال والتسويق: التسويق في المدارس.
- السوق السوداء والسوق الرمادية.

### أخلاقيات الإنتاج
عادة ما يتعامل هذا المجال من أخلاقيات الأعمال مع واجبات الشركة لضمان أن المنتجات وعمليات الإنتاج لا تسبب أضرارا. تنشأ بعض المعضلات أكثر حدة في هذا المجال من حقيقة أن هناك عادة درجة خطر في أي منتج أو عملية الإنتاج، وأنه من الصعب تحديد درجة من المقبولية، أو درجة من جواز الذي يتوقف على الحالة المتغيرة للتكنولوجيا الوقائية أو تغيير المفاهيم الاجتماعية للمخاطر مقبولة.
- المنتجات والخدمات القابلة للإدمان والخطرة بطبيعتها (مثل التبغ والكحول والأسلحة والسيارات وتصنيع المواد الكيميائية، حبال القفز).
- العلاقات الأخلاقية بين الشركة والبيئة: التلوث، وأخلاقيات البيئية، وتجارة انبعاثات الكربون
- المشاكل الأخلاقية الناجمة عن التكنولوجيات الجديدة: الاغذية المعدلة وراثيا، الاشعاع المنبعث من المحمول والصحة.
- أخلاقيات اختبار المنتج: حقوق الحيوان والتجارب على الحيوانات، واستخدام الفئات المحرومة اقتصاديا (مثل طلاب) ككائنات الاختبار.

### أخلاقيات الملكية الفكرية والمعارف والمهارات
للمعارف والمهارات قيمة ولكن ليس لها ملكية سهلة مثل الأشياء. وليس واضحا من لديه حقوقا أكبر للفكرة: الشركة التي دربت الموظفين، أو الموظفين أنفسهم؟ البلد الذي نمت فيه الشركة أم الشركة التي اكتشفت وضعت في المحطة الطبية المحتملة؟ نتيجة لذلك، تنشأ محاولات لتأكيد ملكية الأخلاقية والنزاعات حول الملكية.
- التعدي على براءة الاختراع، والتعدي على حق المؤلف، التعدي على العلامات التجارية.
- إساءة استخدام أنظمة الملكية الفكرية لخنق المنافسة: إساءة استخدام براءات الاختراع، وسوء استخدام حقوق التأليف والنشر، التعدي على البراءة لاختراع، حارس براءة الاختراع.
- حتى مفهوم الملكية الفكرية في حد ذاته قد تعرض لانتقادات لأسباب أخلاقية: انظر الملكية الفكرية.
- اجتذاب الموظف: ممارسة اجتذاب الموظفين الرئيسيين بعيدا عن المنافس للاستفادة غير عادلة من المعارف أو المهارات التي قد تكون في حوزتهم.
- الممارسة المتمثلة في توظيف جميع الناس وأكثرهم موهبة في مجال معين، بغض النظر عن الحاجة، من أجل منع أي منافسين توظيفهم.
- التنقيب البيولوجي (الأخلاقي)، والقرصنة البيولوجية (الغير أخلاقية).
- أعمال المخابرات والتجسس الصناعي.

الحالات: القطاع الخاص مقابل المصالح العامة في مشروع الجينوم البشري
الأخلاق والتكنولوجيا
الكمبيوتر والشبكة العالمية هما من أهم اختراعات القرن العشرين. , هناك العديد من القضايا الأخلاقية التي نشئت عن هذه التكنولوجيا. فمن السهل الوصول إلى المعلومات. وهذا يؤدي إلى استخراج البيانات، ومراقبة أماكن العمل، وغزو الخصوصية.
تحسنت كذلك التكنولوجيا الطبية. وأصبح لدى شركات الأدوية التكنولوجيا اللازمة لإنتاج أدوية منقذة للحياة. هذه الأدوية تحميها براءات الاختراع وليس هناك أي أدوية عامة أخرى متاحة. وهذا يثير العديد من الأسئلة الأخلاقية.

### أخلاقيات الأعمال التجارية الدولية والأخلاق النظم الاقتصادية
المسائل هنا يتم تجميعها معا لأنها تنطوي على نطاق أوسع بكثير، نظرة عالمية على مسائل أخلاقيات الأعمال.

#### أخلاقيات الأعمال الدولية
برزت أخلاقيات الأعمال كمجال في السبعينات، بينما لم تظهر أخلاقيات الأعمال الدولية حتى أواخر التسعينات، إذا نظرنا إلى الوراء على التطورات الدولية في هذا العقد. نشأ العديد من القضايا الجديدة العملية خارج السياق الدولي للأعمال التجارية. قضايا مثل النظرية النسبية الثقافية والقيم الأخلاقية، الحصول على المزيد من التركيز في هذا المجال. ويمكن تجميع القضايا الأخرى القديمة هنا كذلك. وتشمل قضايا والحقول الفرعية:
- البحث عن القيم العالمية كأساس للسلوك التجاري الدولي.
- المقارنة بين تقاليد أخلاقيات الأعمال في مختلف البلدان.
- مقارنة بين تقاليد أخلاقيات الأعمال بين وجهات النظر الدينية المختلفة.
- القضايا الأخلاقية الناشئة عن المعاملات التجارية الدولية، مثل التسعير التحويلي التنقيب البيولوجي والقرصنة البيولوجية في صناعة الأدوية، وحركة التجارة العادلة؛.
- قضايا مثل العولمة والإمبريالية الثقافية.
- تفاوت المعايير العالمية—على سبيل المثال استخدام عمالة الأطفال
- الطريقة التي تستفيد بها الشركات المتعددة الجنسيات من الأختلافات الدولية، مثل الاستعانة بمصادر خارجية الإنتاج (الملابس على سبيل المثال) والخدمات (مثل مراكز الاتصال) من البلدان ذات الأجور المنخفضة.
- جواز التجارة الدولية مع دول منبوذة.

غالبا ما تستخدم الهذا المجال مبهم، وربما لا يشكل جزءا من أخلاقيات الأعمال ولكنه ذو صلة بها،  حيث يغامر أخلاقيين الأعمال بالدخول في مجالات الاقتصاد السياسي والفلسفة السياسية، مع التركيز على الحقوق والأخطاء في النظم المختلفة لتوزيع المنافع الاقتصادية. ويعتبر جون راولز، وروبرت نوزيك هم أبرز المساهمين.
بلدان الخارجية الإغراق باعتباره تهديدا تنافسيا، وبيع المنتجات بأسعار أقل من قيمتها العادية. وهذا يمكن أن يؤدي إلى مشاكل في الأسواق المحلية. يصبح من الصعب لهذه الأسواق منافسة الأسعار التي تحددها الأسواق الأجنبية. في عام 2009، بحثت لجنة التجارة الدولية في قوانين مكافحة الإغراق. وغالبا ما ينظر إلي الإغراق على أنه قضية أخلاقية، وتسفيد الشركات الكبيرة من شركات الأخرى الأقل تقدما من الناحية الاقتصادية.

## المسائل النظرية في أخلاقيات الأعمال

### تضارب المصالح
يمكن أن تدرس أخلاقيات الأعمال من زوايا جديدة مختلفة، بما في ذلك وجهة نظر الموظفين، والمؤسسات التجارية، والمجتمع ككل. في كثير من الأحيان، تنشأ حالات نزاع بين طرف أو أكثر، بحيث تخدم المصلحة طرف واحد على حساب الآخر (ق). على سبيل المثال، قد تكون النتيجة جيدة بالنسبة للموظف في حين إنها تكون سيئة بالنسبة للشركة، والمجتمع، أو العكس بالعكس. بعض الأخلاقيين (على سبيل المثال، هنري سيدجويك) نظروا على الدور الرئيسي للأخلاقيات والمواءمة والتوفيق بين المصالح المتضاربة.

### القضايا الأخلاقية والأساليب
يختلف الفلاسفة وغيرهم حول الغرض من أخلاقيات الأعمال في المجتمع. على سبيل المثال، يقترح البعض أن الهدف الرئيسي من الأعمال تحقيق أقصى عائد إلى أصحابها، أو في حالة تداولها علنا، إلى مساهميها. وبالتالي، في إطار هذا الرأي، يجب فقط تشجيع أنشطة زيادة الربحية والقيمة العالية للمساهمين، لأن أي وظيفة أخرى يكون ضريبة على الأرباح. يعتقد البعض أن الشركات الوحيدة التي يرجح أن تبقى قادرة على المنافسة في السوق هي تلك التي تضع تعظيم الربح فوق كل شيء آخر. ومع ذلك، تشير بعض النقاط إلى أن بعض المصالح الذاتية لا تزال بحاجة إلى أعمال للانصياع للقانون والالتزام بالقواعد الأخلاقية الأساسية، لأن عواقب الفشل في القيام بذلك قد يكون مكلفا جدا في الغرامات، وفقدان الترخيص، أو سمعة الشركة. وأشار الخبير الاقتصادي ميلتون فريدمان الذي كان في طليعة مؤيدي هذا الرأي.
اتخاذ موقف بعض المنظمات التي ليست قادرة على وكالة المعنوية. تحت هذا، السلوك الأخلاقي هو مطلوب من بني البشر، ولكن ليس من رجال الأعمال أو الشركات.
المنظرين أخرى يؤكدون أن الأعمال التجارية والواجبات الأخلاقية التي تتجاوز بكثير تخدم مصالح مالكيها أو حملة الأسهم، وهذه الواجبات التي تتألف من أكثر من مجرد طاعة القانون. انهم يعتقدون أن الأعمال قد المسؤوليات الأخلاقية لأصحاب ما يسمى، والأشخاص الذين لديهم مصلحة في تسيير الأعمال، والتي قد تشمل الموظفين والعملاء والموردين، والمجتمع المحلي، أو حتى المجتمع ككل. أصحاب المصلحة ويمكن أيضا أن تقسم إلى أصحاب المصلحة الابتدائي والثانوي. أصحاب المصلحة الأساسية هي الناس التي تتأثر مباشرة مثل الأسهم، حيث أصحاب المصالح الثانوية هم الناس الذين لا تتأثر بشكل مباشر مثل الحكومة. كانوا يقولون أن أصحاب حقوق معينة فيما يتعلق بكيفية العمل وتعمل، وبعض ما يوحي بأن هذا يشمل حتى حقوق الحكم.
تبنى بعض المنظرين نظرية العقد الاجتماعي للأعمال، حيث أصبحت الشركات جمعيات شبه ديمقراطية، والموظفين وأصحاب الأسهم الآخرين لهم أصوات في عمليات الشركة. أصبح هذا الأسلوب يحظى بشعبية خاصة لاحقة لإحياء نظرية العقد في الفلسفة السياسية، والذي يرجع إلى حد كبير جون راولز 'نظرية العدل، وظهور توافق في الآراء على نهج يركز على حل المشاكل التجارية، جانبا من جوانب الجودة حركة "التي ظهرت في الثمانينات. الأساتذة توماس دونالدسون وتوماس Dunfee اقترح صيغة لنظرية العقد للأعمال التجارية، التي يسمونها التكاملية الاجتماعية العقود نظرية. انهم يفترض أن المصالح المتضاربة هي أفضل حل من خلال صياغة اتفاق "عادل" بين الطرفين، وذلك باستخدام مزيج من ط) مبادئ الاقتصاد الكلي أن جميع العقلاء سيوافقون عليه، والمبادئ العالمية، والثاني (المبادئ الدقيقة التي وضعتها اتفاقات فعلية بين الأطراف المعنية. ويقول منتقدون أن أنصار نظريات العقد تفوت نقطة مركزية، وهي أن العمل هو شخص في الملكية وليس دولة صغيرة أو وسيلة لتوزيع العدالة الاجتماعية.
القضايا الأخلاقية يمكن أن تنشأ عندما يجب أن تتوافق مع شركات متعددة ومتضاربة أحيانا القانونية أو المعايير الثقافية، كما هو الحال بالنسبة للشركات المتعددة الجنسيات التي تعمل في البلدان التي تتبع ممارسات متفاوتة. فإن السؤال المطروح هو، على سبيل المثال، يجب على الشركة أن الانصياع لقوانين بلده الأم، أو ينبغي لها أن تتبع قوانين أقل صرامة من بلد من البلدان النامية وهو ما يحدث بالفعل في الأعمال؟ لتوضيح، والولايات المتحدة يحظر قانون الشركات من دفع رشاوى سواء محليا أو في الخارج، ولكن في أجزاء أخرى من العالم، والرشوة هي العرفي، وسيلة مقبولة لمزاولة الأعمال التجارية. يمكن أن تحدث مشاكل مماثلة فيما يتعلق بعمالة الأطفال، وسلامة الموظفين، وساعات العمل، والأجور، والتمييز، وقوانين حماية البيئة.
بل هو أحيانا وادعت أن قانون كريشام والأخلاق السيئة التي تطبق في الممارسات الأخلاقية إخراج حسن الممارسات الأخلاقية. فمن زعم أنه في بيئة تنافسية الأعمال التجارية، وتلك الشركات التي البقاء على قيد الحياة هي التي تعترف بأن دورها الوحيد هو لتعظيم الأرباح.

## أخلاقيات الأعمال في مجال الإدارة

### السياسات الأخلاقية للشركات
كجزء من مزيد من برامج شاملة للالتزام والأخلاق، وضعت العديد من الشركات سياسات داخلية تتعلق بالسلوك الأخلاقي للعاملين. يمكن أن تكون هذه السياسات مواعظ بسيطة، في لغة عامة (وعادة ما تسمى ببيان الأخلاق الشركات)، أو يمكن أن تكون سياسات أكثر تفصيلا، تحتوي على شروط محددة سلوكية (عادة ما يسمى مدونات قواعد سلوك الشركات). وهم عموما يهدفوا إلى تعريف توقعات الشركة من العمال، وتقديم المشورة بشأن معالجة بعض المشاكل الأخلاقية الأكثر شيوعا التي قد تنشأ في سياق ممارسة الأعمال التجارية. ومن المؤمل أن وجود مثل هذه السياسة سوف يؤدي إلى مزيد من الوعي الأخلاقي، والاتساق في التطبيق، وتجنب الكوارث الأخلاقية.
تطلب عدد متزايد من الشركات أيضا موظفين لحضور حلقات دراسية بشأن السلوك التجاري، والتي غالبا ما تتضمن مناقشة سياسات الشركة، ودراسات حالة محددة، والمتطلبات القانونية. حتى أن بعض الشركات تطالب موظفيها بتوقيع اتفاقات تنص على أنهم سوف يلتزموا بقواعد سلوك الشركة.
تعمل كثير من الشركات على تقييم العوامل البيئية التي يمكن أن تؤدي إلى الانخراط الموظفين في السلوك اللاأخلاقي. وقد تدعو بيئة الأعمال التجارية التنافسية إلى سلوك غير أخلاقي. وقد أصبح من المتوقع الكذب في مجالات مثل التجارة. مثال لهذا النوع من القضايا المحيطة تصرفات غير أخلاقية من سالمون براذرز.
لا يؤيد الجميع السياسات المؤسسية التي تحكم السلوك الأخلاقي. فيدعي البعض ان أفضل تعامل المشاكل الأخلاقية يكون من قبل الموظفين تبعا لقرارهم الخاص.
ويعتقد البعض الآخر أن سياسات أخلاقيات الشركات هي في المقام الأول متجذرة في الاهتمامات النفعية، وأنهم أساسا للحد من الشركة المسؤولية القانونية، أو لتملق الجمهور من خلال إعطاء مظهر كون موظفين الشركة مواطنن صالحين. من الناحية المثالية، فإن الشركة سوف تتجنب الدعوى القضائية لأن موظفيها ستتبع القواعد. ينبغي أن تحدث الدعوى القضائية، يمكن للشركة المطالبة بأن المشكلة لن تنشأ إذا أتبع الموظف التعليمات بشكل صحيح.
أحيانا يوجد انفصال بين مدونة قواعد سلوك الشركة والممارسات الفعلية للشركة. وهكذا، أو ما إذا كان مثل هذا السلوك لا يتم بشكل صريح يعاقب من قبل الإدارة، في أسوأ الأحوال، وهذا يجعل السياسة المزدوجة، و، في أحسن الأحوال، فإنه لا يعدو أن يكون أداة تسويقية.
يقترح معظم الأخلاقيين ان سياسة الأخلاقيات لتكون ناجحة يجب أن تكون :
- مدعومة بواسطة الإدارة العليا، بالكلام والأمثلة.
- موضحة كتابة وشفويا، مع التعزيز الدوري.

قابلة للتنفيذ... شيء يمكن للموظفين فهمه وتنفيذه.
- مراقبة بواسطة الإدارة العليا، مع الامتثال لعمليات التفتيش الروتينية وتحسينها.
- مدعومة بوضوح العواقب في حالة العصيان.
- تبقى محايدة وغير متحيزة لجنس.

### ضباط الأخلاقيات
ضباط الأخلاقيات (يسموا أحيانا «الإذعان» أو «ضباط سلوك الأعمال») قد تم تعيينهم رسميا من قبل المنظمات منذ منتصف الثمانينات. من الأشياء التي حفزت إنشاء هذا الدور الجديد سلسلة الغش والفساد وفضائح الإساءة التي لحقت بصناعة الدفاع الاميركية في ذلك الوقت. هذا أدى إلى إنشاء مبادرة صناعة الدفاع، لتعزيز وضمان الممارسات التجارية الأخلاقية. وضعت مبادرة صناعة الدفاع علامات مبكرة لأخلاقيات الإدارة في الشركات. في عام 1991، رابطة ضباط الأخلاقيات والالتزام —في الأصل لأخلاقيات الموظف رابطة تأسست—في مركز لأخلاقيات الأعمال التجارية (في كلية بنتلي، التايم، ماجستير) باعتبارها جمعية مهنية لأولئك المسؤولين عن إدارة المنظمات في جهودها الرامية إلى تحقيق أفضل الممارسات الأخلاقية. عضوية نمت بسرعة (على باطل الآن ما يزيد على 1,100 عضوا)، وسرعان ما أنشأت كمنظمة مستقلة.
ويوجد عامل آخر حاسم في قرارات الشركات على تعيين ضباط الأخلاق / الامتثال هو مرور المبادئ التوجيهية لإصدار الأحكام الاتحادية المنظمة في عام 1991، والتي تحدد المعايير التي يجب أن تتعبها المنظمات (الكبيرة أو الصغيرة، والتجارية وغير التجارية) للحصول على تخفيض في العقوبة إذا ادينوا بارتكاب جريمة فيدرالية.
في أعقاب فضائح الشركات العديدة بين 2001-2004 (التي أثرت على الشركات الكبيرة مثل شركة إنرون وورلد كوم وتايكو)، وحتى الصغيرة والمتوسطة الحجم والشركات بدأت في تعيين ضباط الأخلاق. وهم غالبا ما يقدم تقريرا إلى الرئيس التنفيذي، وهم مسؤولين عن تقييم الآثار الأخلاقية لنشاطات الشركة، وتقديم توصيات بشأن سياسات الشركة الأخلاقية، ونشر المعلومات للموظفين. ويهتمون بشكل خاص بكشف أو منع الأعمال غير الأخلاقية وغير القانونية. ويرجع هذا الاتجاه جزئيا جزئيا إلى قانون ساربينز اوكسلي في الولايات المتحدة، الذي صدر في رد فعل على الفضائح أعلاه.
فعالية ضباط الأخلاق في السوق ليست واضحة. إذا كان التعيين هو أساسا كرد فعل على المتطلبات التشريعية، يمكن للمرء يمكن توقع أن تكون فعاليتها في الحد الأدنى، على الأقل في المدى القصير. في جزء منه، هذا لأن ممارسة أخلاقيات الأعمال تنتج من ثقافة الشركات التي تضع بأستمرار قيم على السلوك الأخلاقي، والثقافة، وبيئة الذي عادة ما يأتي من رأس المنظمة. ولكن مجرد إنشاء موقع للإشراف على الأخلاق من المرجح أن يكون غير كافي لغرس السلوك الأخلاقي : وسيكون من الضروري برنامج أكثر انتظاما مع دعم مستمر من الإدارة العامة.
يتجاوز تأسيس السلوك الأخلاقي ثقافة الشركة، والسياسات من أي شركة، لأنه يعتمد أيضا بشكل كبير على تدريب الأخلاقي المبكر للفرد، والمؤسسات الأخرى التي تؤثر على الفرد، وبيئة الأعمال التنافسية للشركة، بالتأكيد المجتمع ككل.

## أخلاقيات الأعمال كفرع أكاديمي
ظهرت أخلاقيات الأعمال كفرع أكاديمي في السبعينات. نظرا لعدم وجود مجلات أو مؤتمرات الأكاديمية لأخلاقيات الأعمال، نشر الباحثون أوراقهم في منافذ الإدارة العامة، وحضروا مؤتمرات عامة، مثل أكاديمية الإدارة. بمرور الوقت، ظهرت عدة مجلات، ودخل هذا الميدان المزيد من الباحثين. وخاصة، لوحظ ارتفاع الأهتمام بالمواضيع التجارية بين الأكاديميين بعد عدة فضائح للشركات في وقت سابق لعام 2000. اعتبارا من عام 2009، يوجد ستة عشر مجلة أكاديمية المكرسة لمختلف القضايا الأخلاقية التجارية، مع مجلة أخلاقيات الأعمال التجارية وأخلاقيات الأعمال الفصلية التي يجري النظر فيها في والمنافذ المؤدية +.

## وجهات النظر الدينية على أخلاقيات الأعمال
تقلل الأهمية التاريخية والعالمية لوجهات النظر الدينية بشأن أخلاقيات الأعمال التجارية في بعض الأحيان من المقدمات القياسية لأخلاقيات الأعمال التجارية. وخصوصا في آسيا والشرق الأوسط للمنظورات الدينية والثقافية تأثير قوي على تصريف الأعمال، وخلق القيم التجارية.
و من الأمثلة على ذلك :
- الخدمات المصرفية الإسلامية، المصاحبة لتجنب فرض فوائد على القروض.
- الكونفوشيوسية التقليدية استيائها من يسعون إلى الربح الدافع.[37]
- طافة الكويكرز تستشهد بالتعامل العادل.

## التخصصات ذات الصلة
يجب أن تتميز أخلاقيات الأعمال عن فلسفة الأعمال، وفرع من فروع الفلسفة الذي يهتم بدراسة الأسس الفلسفية والسياسية والأخلاقية للأعمال التجارية والاقتصاد. أخلاقيات الأعمال وتعمل على فرضية، على سبيل المثال، أن العملية الأخلاقية للقطاع الخاص هو ممكن—تلك المنازعات الذين تلك الفرضية، مثل الاشتراكيين التحررية، (الذين يؤكدون أن «أخلاقيات العمل» هو مجرد تناقض قي اللغة) القيام بذلك عن طريق تعريف خارج في مجال أخلاقيات الأعمال التجارية السليمة.
فلسفة الأعمال يتناول أيضا مسائل من قبيل ما وجدت، هي المسؤوليات الاجتماعية للأعمال التجارية، وإدارة الأعمال النظرية؛ النظريات الفردية مقابل الجماعية؛ الإرادة الحرة بين المشاركين في السوق، ودور المصلحة الذاتية؛ اليد الخفية النظريات ؛ متطلبات العدالة الاجتماعية، والحقوق الطبيعية، وخاصة حقوق الملكية، فيما يتعلق بمؤسسات الأعمال.
أخلاقيات الأعمال التجارية هي أيضا ذات الصلة إلى الاقتصاد السياسي، الذي هو تحليل الاقتصادي من منظور سياسي وتاريخي. اقتصاد الصفقات السياسية مع الآثار التوزيعية للإجراءات الاقتصادية. فإنه يطلب من المكاسب، والذي يفقد من النشاط الاقتصادي، ويتم توزيع الناتج عادلة أو فقط، التي تعتبر جوهرية القضايا الأخلاقية.

## وصلات خارجية
- EthicsWorld، المدخل إلى الموارد المتعلقة بالأخلاقيات المؤسسية وإدارة القطاع العام.
- بودكاست مقابلة مع دوف سيدمان من LRN—الأخلاقية في الأعمال التجارية الثقافات DishyMix
- أخلاقيات الأعمال التجارية في معارف @ وارتون، وكلية وارتون للأعمال اليومية على الإنترنت.
- أخلاقيات الأعمال قسم من موقع مركز Markkula للاخلاقيات التطبيقية
- الاقتصاد والعدالة الاقتصادية في موسوعة ستانفورد للفلسفة
- التجارة مع الضمير. تقول السيدة أنيتا روديك (بودي شوب مؤسس) يسأل : هل يمكن تقديم الأعمال التغير الاجتماعي؟
- برنامج المؤتمر المجلس الأخلاق
- جامعة بايلور في Hankamer كلية إدارة الأعمال في المنتدى السنوي لأخلاقيات الأعمال
- جرانت ثورنتون IBR المسؤولية الاجتماعية للشركات : ضرورة لا خيارا.